# Kafr Zita (nahija)
Nahija Kafr Zita (ar. ناحية كفر زيتا)  je sirijska nahija u okrugu Mahardah u pokrajini Hama. Po popisu iz 2004. (prije rata), nahija je imala 39.302 stanovnika. Administrativno sjedište je u naselju Kafr Zita.